# Viktor Iakouchev
Pour les articles homonymes, voir Iakouchev.
Temple de la renommée russe : 2014
Viktor Prokhorovitch Iakouchev (en russe : Виктор Прохорович Якушев ; en anglais : Viktor Yakushev, né le 16 novembre 1937 à Moscou, en URSS et mort le 5 juillet 2001 à Moscou) est un joueur professionnel de hockey sur glace soviétique puis russe. Il est mort des coups reçus lors une bagarre dans une rue de Moscou.

## Carrière de joueur
Viktor Iakouchev effectue toute sa carrière professionnelle en championnat d'URSS avec le HK Lokomotiv Moscou. Il termine avec un bilan de 400 matchs et 162 buts en élite.

## Carrière internationale
Il a représenté l'URSS à 134 reprises (50 buts) sur une période de dix ans de 1959 à 1968. Il a remporté le bronze aux Jeux olympiques de 1960 puis l'or en 1964. Il a participé à huit éditions des championnats du monde pour un bilan de cinq médailles d'or, une d'argent et deux de bronze.

## Trophées et honneurs personnels
- URSS
  - 1964 : élu dans l'équipe d'étoiles.
- Championnat du monde
  - 1964 : termine meilleur pointeur.
  - 1964 : élu dans l'équipe d'étoiles.

## Statistiques
Pour les significations des abréviations, voir Statistiques du hockey sur glace.

### En équipe nationale
| Année | Équipe | Compétition |   | PJ | B  | A  | Pts | Pun                |  | Résultat |
| 1959  | URSS   | CM          | 8 | 6  |    | 6  |     | Médaille d'argent  |  |          |
| 1960  | URSS   | CM & JO     | 7 | 1  | 4  | 5  | 0   | Médaille de bronze |  |          |
| 1961  | URSS   | CM          | 6 | 2  | 1  | 3  | 10  | Médaille de bronze |  |          |
| 1963  | URSS   | CM          | 7 | 4  | 1  | 5  | 0   | Médaille d'or      |  |          |
| 1964  | URSS   | CM & JO     | 8 | 9  | 4  | 13 | 0   | Médaille d'or      |  |          |
| 1965  | URSS   | CM          | 7 | 4  | 4  | 8  | 2   | Médaille d'or      |  |          |
| 1966  | URSS   | CM          | 7 | 2  | 11 | 13 | 0   | Médaille d'or      |  |          |
| 1967  | URSS   | CM          | 7 | 2  | 5  | 7  | 0   | Médaille d'or      |  |          |